# 여주 기천서원지
여주 기천서원지(驪州 沂川書院址)는 경기도 여주시 금사면 이포리에 있는 서원 터이다. 1987년 2월 12일 경기도의 문화재자료 제75호로 지정되었다.

## 개요
모재 김안국·회재 이언적·지재 홍인우·오리 이원익·수몽 정엽·택당 이식·나재 홍명구·기천 홍명하 등 여덟 분의 위패를 모신 기천서원이 있던 터이다. 이들은 조선 중종(재위 1506∼1544)부터 효종(재위 1649∼1659)까지 이름난 현인들이다.
기천서원은 선조 13년(1580)에 처음 지었으며, 인조 3년(1625) 임금으로부터 ‘기천’이라는 이름을 받아 사액서원으로 승격되었다. 그 뒤 흥선대원군의 서원철폐령으로 철거된 것으로 보인다. 그러나 1937년 모현사가 다시 지어지고 1978년에 사당을 복원하였으며, 최근에는 부속 건물들도 복원하여 옛 모습을 되찾았다.
현재 서원터에는 사당과 동재·서재가 있고, 서원 동쪽 언덕에 모현사가 있다. 사당은 앞면 3칸·옆면 2칸의 규모로, 지붕은 옆면에서 볼 때 사람 인(人)자 모양인 맞배지붕이다. 지붕 처마를 받치기 위해 장식하여 만든 공포는 새 날개 모양으로 짜맞춘 익공 양식으로 꾸몄다. 동재와 서재는 각각 앞면 3칸·옆면 1칸 규모이며, 지붕은 맞배지붕이다. 모현사는 앞면 3칸·옆면 2칸 규모로, 지붕은 옆면에서 볼 때 여덟 팔(八)자 모양인 팔작지붕으로 꾸몄다.
최근에 복원한 기천서원은 강당이 없이 사당과 동재, 서재만 있는 특이한 배치구조를 가지고 있다.

## 참고 문헌
- 기천서원지 - 국가유산청 국가유산포털
- 기천서원 - 한국서원연합회